# The Textorcist: The Story of Ray Bibbia
The Textorcist: The Story of Ray Bibbia è un videogioco sviluppato dallo studio italiano Morbidware e pubblicato da Headup Games. È stato distribuito il 14 febbraio 2019 per Windows sul client Steam. Il gioco ha ricevuto recensioni per lo più positive che ne elogiano la musica, il tema e la grafica.

## Trama
Il protagonista del gioco è Ray Bibbia, un ex prete che vive a Roma ed esorcizza demoni a domicilio. Ray Bibbia riceve per la prima volta una chiamata su una ragazza posseduta, Magda. Ray la esorcizza con successo, poi la porta a casa sua dopo che il padrone della ragazza si è rifiutato di pagarlo. Ray cerca di trovare l'amica di Magda per aiutarla, anche se è chiaramente angosciato nel vedere una foto di Magda con la sua amica. Dopo aver interrotto un concerto di una band metal vegana e uno strip club per ottenere informazioni, Ray scopre un complotto segreto interno alla Chiesa. Entra in una prigione segreta per trovare la ragazza che stava cercando e scopre di essere suo padre. Quando cercano di scappare, uno dei Luogotenenti della Santa Chiesa, ora un Demone, li ferma e sconfigge Ray mentre porta la ragazza con sé in Vaticano. Enoch, il cantante della band metal vegan, interviene per salvare Ray, che si è reso conto di non essere abbastanza potente per sconfiggere il nemico. Magda lo esorta a cercare il suo vecchio maestro per un ulteriore addestramento. Il suo maestro, un eremita napoletano che ha fatto un patto col diavolo ed è diventato lui stesso un demone, gli rivela che solo un demone può distruggerne un altro, mentre Ray li ha solo esorcizzati.

## Modalità di gioco
Le invocazioni del protagonista sono visualizzate sullo schermo e il giocatore deve digitarle alla maniera di un gioco di battitura. Contemporaneamente deve anche schivare proiettili, colpi e oggetti di ogni tipo. Se il giocatore viene colpito lascia cadere la Bibbia e subisce danni.

## Accoglienza
The Textorcist ha ricevuto un punteggio complessivo di 78/100 da Metacritic. Holly Green di Paste Magazine ha paragonato il gioco a Mavis Beacon, definendolo "un bel cambio di ritmo" poiché l'ha messa alla prova nonostante la sua abilità di battitura a causa della difficoltà e della precisione richiesta. Ha definito il mix di generi del gioco "inventivo" e la trama e l'ambientazione "deliziosamente sacrileghe". Luca Forte di Eurogamer Italia ha valutato il gioco 8/10, definendolo un omaggio all'Italia, oltre che “ironico” e “irriverente”. Affermando che la musica del gioco è "estremamente orecchiabile", ha anche definito l'umorismo una "manna dal cielo" per gli italiani. Tuttavia, ha affermato che il gioco era "di nicchia" a causa della sua difficoltà e del suo gameplay. Simone Tagliaferri di Multiplayer.it ha valutato il gioco 7,8/10, paragonandolo a un mix di bullet hell, gioco di ruolo e The Typing of the Dead, definendo la storia "intrigante" nonostante sia "decisamente surreale". Lodando la pixel art e l'originalità del gioco, il recensore ha tuttavia affermato che il gioco era "frustrante" se il giocatore non riesce a digitare alla cieca con una mano sola.